# تیم فرث
تیم فرث (انگلیسی: Tim Firth؛ زادهٔ ۱۳ اکتبر ۱۹۶۴) نمایشنامه‌نویس، فیلم‌نامه‌نویس، ترانه‌سرا و موسیقی‌دان اهل بریتانیا است.
از فیلم‌ها یا مجموعه‌های تلویزیونی که وی در آن‌ها نقش داشته‌است، می‌توان به کشتی خدایان، چکمه‌های غیرعادی و توپ سیاه اشاره نمود.